# Balthasar von Esens

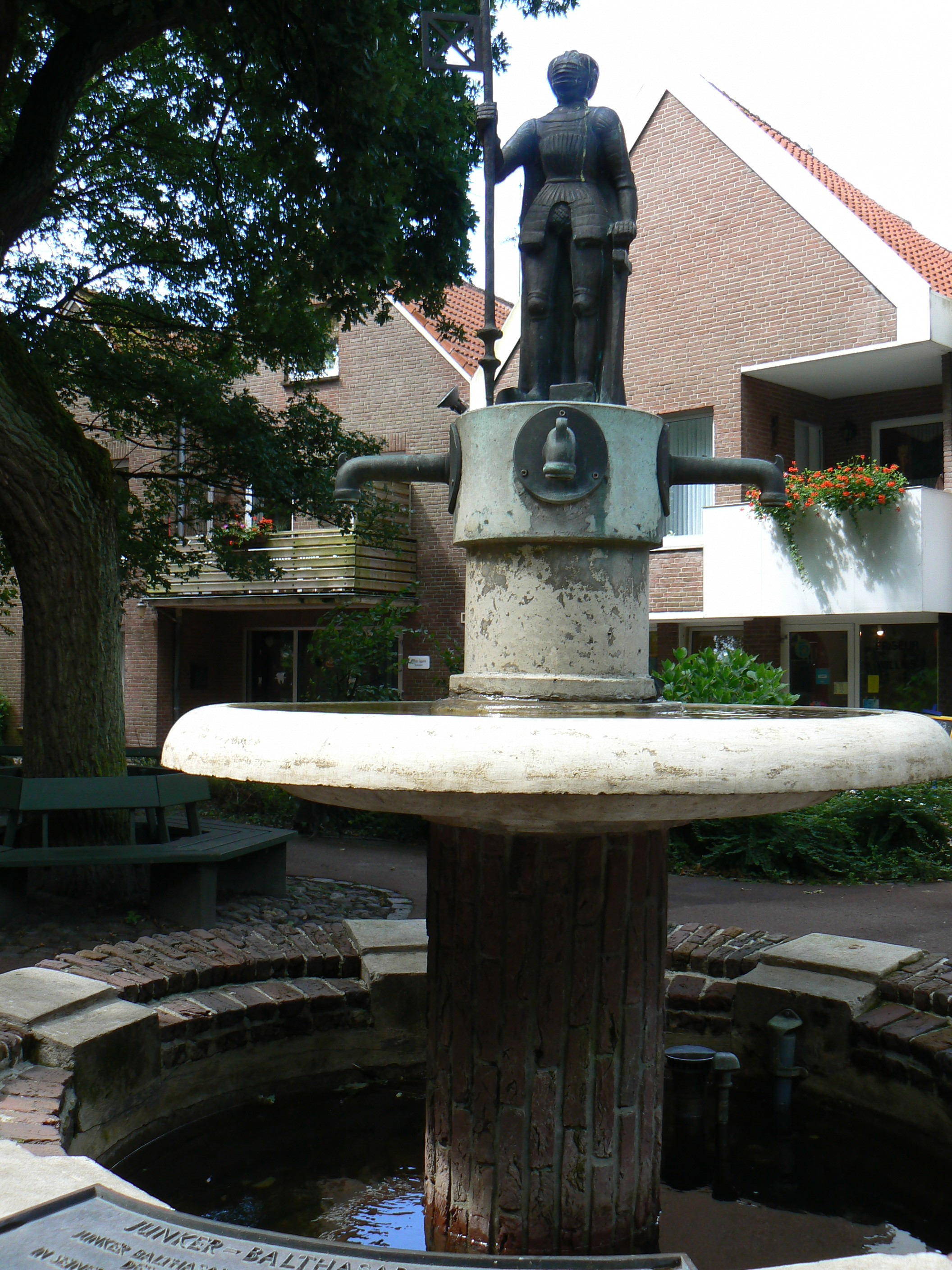
Der Junker-Balthasar-Brunnen in Esens

Balthasar von Esens, genannt „Junker Balthasar“ (* um 1500; † 17. Oktober 1540) war von 1522 bis zu seinem Tod Häuptling der ostfriesischen Herrlichkeiten Esens, Wittmund und Stedesdorf und damit Herrscher des Harlingerlandes.

## Biografie
Balthasar von Esens war der Sohn von Häuptling Hero Omken und Armgard von Oldenburg, sein Großvater väterlicherseits war Sibet Attena, der Großvater mütterlicherseits der Graf von Oldenburg Gerd der Mutige. Er war der letzte Häuptling aus dem Geschlecht der Attena. Drei ältere Brüder waren bereits vor dem Vater gestorben.
Nachdem er sein Erbe angetreten hatte, erkannte er, wie sein Vater, die Oberhoheit der Grafen von Ostfriesland über seine Herrschaft nicht an, musste sich jedoch nach zwei verlorenen Kriegszügen 1524 und 1525 unterwerfen.
Dafür raubte er alle Händler aus, die er zu Lande und zu Wasser in die Finger bekam. Er stellte Kaperbriefe aus und ließ mit Vorliebe die Handelsschiffe der Stadt Bremen aufbringen. In diesen Zeiten der Reformation errang er so auch die Unterstützung des Bischofs von Bremen und des Herzogs von Geldern. Nicht, dass Balthasar ein fanatischer oder gar vorbildlicher Katholik gewesen wäre, aber dem Bischof und Geldern war zunächst alles Recht, was dem protestantischen Bremen Schaden zufügen konnte.
Als sein Cousin Christoph von Jever, der Sohn des 1511 verstorbenen Edo Wiemken des Jüngeren, 1517 starb, versucht Balthasar sich das Jeverland anzueignen. Als Begründung dafür gab er an, dass Edos erste Frau, seine Tante Frouwa, die 1497 zusammen mit den drei Töchtern aus dieser Ehe an der Pest gestorben war, ihn in ihrem Testament bedacht habe. Außer dem Jeverland überfiel er Ulrich von Dornums Land, auf das er ebenfalls Ansprüche anmeldete.
Graf Edzard von Ostfriesland aus dem Hause Cirksena versuchte unterdessen nach den landauf landab laut werdenden Klagen über Balthasar, das Harlingerland zur Räson zu bringen. Nach seinem ersten Feldzug gegen den Junker im Jahr 1524 wurde diesem die Seeräuberei verboten und ihm die Gefolgschaft zum ostfriesischen Grafenhaus auferlegt. Da Balthasar, sobald die gräfliche Truppen abgezogen waren, diese Abmachung regelmäßig missachtete, musste Edzard im Jahr 1525 ein weiteres Mal nach Esens ziehen. Anschließend wurde es zunächst etwas ruhiger um Balthasar von Esens.
Als Enno II. als neuer Graf in Ostfriesland die Herrschaft übernommen hatte, wurde im Jahr 1529 zwischen den Parteien eine neue Vereinbarung getroffen, in welcher die gegenseitigen Ansprüche festgelegt wurden. Der hitzköpfige Balthasar suchte aber erneut Streit mit seinen Nachbarn und den Kaufleuten. So zog Enno im Jahr 1530 mit einem Söldnerheer wieder ins Harlingerland, um Balthasar nach eigenem Bekunden „eins aufs Maul zu hauen“.
Nach einer langen Belagerung musste der Junker schließlich Esens übergeben und verlor den größten Teil seines Herrschaftsgebietes. Auf Rache sinnend setzte er sich zu seiner Schwester Onna in die Grafschaft Rietberg ab, die mit dem dortigen Herrn verheiratet war. Er verbündete sich mit seiner Cousine Maria von Jever, die sich 1531 von dem ostfriesischen Zugriff auf ihr Land befreien konnte. Von dort gelangte er an den katholischen Herzog Karl von Geldern, einem erklärten Feind der protestantischen Cirksena, der ihm seine Unterstützung bei der Rückgewinnung seiner Herrschaft gewährte. Damit brach Balthasar die so genannte Geldrische Fehde vom Zaun. Mit Gelderns Hilfe fiel er in Ostfriesland ein und richtete im ganzen Land schwere Verwüstungen und großes Leid an (siehe auch: Schlacht von Jemgum). Graf Enno war gezwungen, Balthasar seine alte Herrschaft zurückzugeben und weitere Zugeständnisse zu machen. Das Harlingerland stand allerdings von nun an unter offizieller Lehnshoheit Gelderns und verlor so seine Unabhängigkeit. Mit dieser starken Macht im Rücken schikanierte Balthasar jedoch weiterhin seine Nachbarn, raubte und brandschatzte in ihren Ländereien.
Junker Balthasar fühlte sich in diesen Jahren unantastbar und ließ ab 1537 wieder verstärkt Jagd auf Bremische Handelsschiffe machen. Da sich die Bremer wehrten, führte dies zu einem Konflikt zwischen Balthasars Lehnsmacht, dem katholischen Geldern, und dem protestantischen Schmalkaldischen Bund, dem Bremen angehörte. Nach dem Tod Karls von Geldern im Jahr 1538 wollte Graf Enno den Konflikt beilegen und bot Balthasar eine Heirat mit seiner Schwester an. Da Balthasar aber die Rückgabe einiger ihm vor Jahren abgenommenen Kanonen zur Bedingung machte, bevor er die Braut an seinen Hof kommen lassen wollte, verlief auch dieser Einigungsversuch im Sand.
Weil sich der Junker aber auch weiterhin an Bremer Schiffen schadlos hielt und zu keiner gütlichen Einigung zu bewegen war, wurde 1538 die Reichsacht über Balthasar verhängt. Das nahmen die Bremer schließlich zum Anlass, dem Seeräuber ein für alle Mal das Handwerk zu legen.
Inzwischen hatte Maria von Jever ihre Auseinandersetzung mit Ostfriesland beigelegt und einen Vertrag mit Enno II. geschlossen, was Balthasar von Esens dazu veranlasste, im Sommer 1540 im Jeverland einzufallen. Kurz darauf griffen die Bremer Esens an und erhielten dabei tatkräftige Unterstützung von Maria von Jever. Noch während der Belagerung von Esens verstarb Balthasar an einer Krankheit. Nach seinem Tod war Bremen rasch bereit, Frieden zu schließen. Da Balthasar keine Kinder hatte, fiel das Harlingerland nach seinem Ableben an die Rietberger.

## Junker Balthasars Rüstung
Laut einer Legende – die jedoch erst Anfang des 20. Jahrhunderts Verbreitung fand – brachten die Bremer nach Ende des Krieges die Ritterrüstung des Junkers als Kriegstrophäe in den Schütting, den Versammlungsort der Bremer Kaufleute. Dort stellten sie den Harnisch mit einem Mechanismus versehen dergestalt auf, dass immer wenn jemand den großen Saal des Hauses über eine bestimmte Treppe betrat, die Rüstung ihr Visier öffnete und eine Hand zum Gruß hob. So sollte Balthasar von Esens noch über den Tod hinaus den Bremern Respekt erweisen. Dieser „Complimentarius“ genannte Salutierautomat stand bis Anfang des 19. Jahrhunderts im Schütting und kam dann über verschiedene Zwischenstationen ins heutige Focke-Museum. Aller Wahrscheinlichkeit nach handelt es sich bei der Rüstung der Figur jedoch nicht um eine Beute aus dem Krieg gegen Esens, sondern um ein altes Stück aus der Waffenkammer der Kaufleute selbst.

## Geschichtliche Beurteilung
Die Meinungen über seine Rolle in der Geschichte gehen weit auseinander. Für seine Bewunderer und viele Friesen aus dem Harlingerland war er ein Freiheitskämpfer, der sich gegen die Grafen von Ostfriesland und die Hanse auflehnte und damit dem Gedanken der friesischen Freiheit anhing. In Esens wurde er bis 2010 mit den jährlichen Junker-Balthasar-Tagen geehrt, da er dem Ort angeblich im Jahr 1527 die Stadtrechte verlieh, was aber historisch nicht belegt ist. Auch rechnet man ihm hoch an, dass er die Unabhängigkeit des Harlingerlandes auf lange Zeit bewahren konnte.
Für seine Kritiker war Balthasar dagegen ein Seeräuber und Schurke, der jede Gelegenheit nutzte, um sich an seinen Nachbarn zu bereichern, sich an keine Vereinbarung hielt und an Querulanz und Renitenz seinesgleichen suchte. Die Allgemeine Deutsche Biographie (1875–1912) nennt Balthasar einen der „wildesten Gesellen in jenen wildesten Zeiten der friesischen Lande“.